# 罗勤宏
罗勤宏（1954年12月—），男，四川遂宁人，中华人民共和国政治人物。四川省委党校现代管理专业研究生毕业，党校研究生学历。

## 生平
1974年10月参加工作。1975年6月加入中国共产党。早年在四川遂宁工作，历任中共遂宁县委农工部、县委办公室干部；中共遂宁县西宁乡党委书记、遂宁县南强区委副书记；中共遂宁市市中区区委副书记；共青团遂宁市委副书记、遂宁市总工会副主席、党组副书记；中共遂宁市城市工委书记兼市中区区委副书记；中共遂宁市市中区委副书记、副区长、代区长、区长；中共遂宁市委常委、市中区区委书记；中共遂宁市委常委、副市长；中共遂宁市委常委、市委政法委书记等职。
2003年11月调任中共资阳市委常委，12月任常务副市长。2007年1月改任中共资阳市委副书记，市委秘书长。同年4月，任资阳市委副书记、代市长（5月转正）。2008年，当选全国人大代表。2013年，当选第十二届全国人大代表。2011年11月，任资阳市人大常委会党组书记。次年1月当选为资阳市人大常委会主任。
2014年10月，涉嫌严重违纪被查。2014年11月，经本人提交辞去第十二届全国人民代表大会代表职务，12月28日，十二届全国人大常委会第十二次会议表决通过。